# Каллендер-Лейк (Техас)
Каллендер-Лейк (англ. Callender Lake) — переписна місцевість (CDP) в США, в окрузі Ван-Зандт штату Техас. Населення — 1090 осіб (2020).

## Географія
Каллендер-Лейк розташований за координатами 32°21′48″ пн. ш. 95°41′58″ зх. д. / 32.36333° пн. ш. 95.69944° зх. д. (32.363256, -95.699396).  За даними Бюро перепису населення США в 2010 році переписна місцевість мала площу 11,86 км², з яких 10,69 км² — суходіл та 1,17 км² — водойми.

## Демографія
Згідно з переписом 2010 року, у переписній місцевості мешкало 1039 осіб у 477 домогосподарствах у складі 304 родин. Густота населення становила 88 осіб/км².  Було 716 помешкань (60/км²).
Расовий склад населення:
| - 94,0 % — білих - 1,3 % — чорних або афроамериканців - 0,8 % — корінних американців - 0,5 % — вихідців з тихоокеанських островів - 1,6 % — осіб інших рас |

До двох чи більше рас належало 1,7 %. Частка іспаномовних становила 5,4 % від усіх жителів.
За віковим діапазоном населення розподілялося таким чином: 15,6 % — особи молодші 18 років, 54,0 % — особи у віці 18—64 років, 30,4 % — особи у віці 65 років та старші. Медіана віку мешканця становила 53,2 року. На 100 осіб жіночої статі у переписній місцевості припадало 97,5 чоловіків;  на 100 жінок у віці від 18 років та старших — 94,9 чоловіків також старших 18 років.
Середній дохід на одне домашнє господарство  становив 50 963 долари США (медіана — 47 644), а середній дохід на одну сім'ю — 56 285 доларів (медіана — 53 438). За межею бідності перебувало 6,5 % осіб, у тому числі 0,0 % дітей у віці до 18 років та 0,0 % осіб у віці 65 років та старших.
Цивільне працевлаштоване населення становило 433 особи. Основні галузі зайнятості: освіта, охорона здоров'я та соціальна допомога — 60,3 %, роздрібна торгівля — 17,8 %, виробництво — 8,8 %, транспорт — 5,8 %.